# ウェストハム・ユナイテッドFCの選手一覧
ウェストハム・ユナイテッドFCの選手一覧は、イングランドのロンドンに本拠地を置くウェストハム・ユナイテッドFCに現在在籍しているまたは過去に在籍していた選手・監督の一覧である。

## 現所属メンバー
2023年8月9日現在
| Pos | No. | 選手                         | 在籍年      | 前所属                       |
| GK  | 1   | ウカシュ・ファビアンスキ     | 2018年7月-  | スウォンジー・シティAFC      |
| GK  | 23  | アルフォンス・アレオラ       | 2022年7月-  | パリ・サンジェルマンFC       |
| GK  | 49  | ジョセフ・アナン             | 2023年1月-  | 下部組織                     |
| DF  | 2   | ベン・ジョンソン             | 2020年7月-  | 下部組織                     |
| DF  | 3   | アーロン・クレスウェル       | 2014年7月-  | イプスウィッチ・タウンFC     |
| DF  | 4   | クル・ズマ                   | 2021年8月-  | チェルシーFC                 |
| DF  | 5   | ヴラディミール・ツォウファル | 2020年10月- | SKスラヴィア・プラハ         |
| DF  | 21  | アンジェロ・オグボンナ       | 2015年7月-  | ユヴェントスFC               |
| DF  | 24  | ティロ・ケーラー             | 2022年8月-  | パリ・サンジェルマンFC       |
| DF  | 27  | ナイフ・アゲルド             | 2022年7月-  | スタッド・レンヌ             |
| DF  | 33  | エメルソン・パルミエリ       | 2022年8月-  | チェルシーFC                 |
| MF  | 8   | パブロ・フォルナルス         | 2019年7月-  | ビジャレアルCF               |
| MF  | 10  | ルーカス・パケタ             | 2022年8月-  | オリンピック・リヨン         |
| MF  | 12  | フリン・ダウンズ             | 2022年7月-  | スウォンジー・シティAFC      |
| MF  | 28  | トマーシュ・ソウチェク       | 2020年7月-  | SKスラヴィア・プラハ         |
| MF  | 32  | コナー・コヴェントリー       | 2021年1月-  | 下部組織                     |
| FW  | 9   | マイケル・アントニオ         | 2015年9月-  | ノッティンガム・フォレストFC |
| FW  | 17  | マクスウェル・コルネ         | 2022年8月-  | バーンリーFC                 |
| FW  | 18  | ダニー・イングス             | 2023年1月-  | アストン・ヴィラFC           |
| FW  | 20  | ジャロッド・ボーウェン       | 2020年1月-  | ハル・シティFC               |
| FW  | 22  | サイード・ベンラーマ         | 2021年1月-  | ブレントフォードFC           |

## 歴代監督
| 期間      | 氏名                            |
| --------- | ------------------------------- |
| 1901-1932 | シッド・キング                  |
| 1932-1950 | チャーリー・ペインター          |
| 1950-1961 | テッド・フェントン              |
| 1961-1974 | ロン・グリーンウッド            |
| 1974-1989 | ジョン・ライアル                |
| 1989-1990 | ロー・マカリ                    |
| 1990      | ロニー・ボイス (暫定)           |
| 1990-1994 | ビリー・ボンズ                  |
| 1994-2001 | ハリー・レドナップ              |
| 2001-2003 | グレン・ローダー                |
| 2003      | トレヴァー・ブルッキング (暫定) |
| 2003-2006 | アラン・パーデュー              |
| 2006-2008 | アラン・カービシュリー          |
| 2008      | ケヴィン・キーン (暫定)         |
| 2008-2010 | ジャンフランコ・ゾラ            |
| 2010-2011 | アヴラム・グラント              |
| 2011      | ケヴィン・キーン (暫定)         |
| 2011-2015 | サム・アラダイス                |
| 2015-2017 | スラベン・ビリッチ              |
| 2017-2018 | デイヴィッド・モイーズ          |
| 2018-2019 | マヌエル・ペレグリーニ          |
| 2019-2024 | デイヴィッド・モイーズ          |
| 2024-2025 | フレン・ロペテギ                |
| 2025-     | グレアム・ポッター              |

## 歴代所属選手

### GK
- フィル・パークス（英語版） 1979-1990
- ピーター・シルトン 1996-1997
- ベルナール・ラマ 1997-1998
- シャカ・ヒスロップ 1998-2002, 2005-2006
- ディビッド・ジェームス 2001-2003
- ドゥシャン・クツィアク 2005
- ロイ・キャロル 2005-2007
- リチャード・ライト 2007-2008
- ロバート・グリーン 2006-2012
- ウカシュ・ファビアンスキ 2018-

### DF
- ボビー・ムーア 1958-1974
- フランク・ランパード・シニア  1967-1985
- アルヴィン・マーティン（英語版） 1978-1996
- レイ・ストゥアート（英語版） 1979-1991
- マルク・リーパー 1994-1997
- リオ・ファーディナンド 1995-2000
- スラベン・ビリッチ 1996-1997
- スチュアート・ピアース 1999-2001
- イゴール・シュティマツ 1999-2001
- ナイジェル・ウィンターバーン  2000-2003
- グレン・ジョンソン 2001-2003
- トーマス・レプカ 2001-2006
- アントン・ファーディナンド 2003-2008
- ポール・コンチェスキー 2005-2007
- ダニー・ガビドン 2005-2011
- ジェームズ・コリンズ 2005-2009, 2012-
- ジョン・ペイントシル 2006-2008
- ルーカス・ニール 2007.1-2009
- カラム・ダヴェンポート 2007.1-2010.3
- マシュー・アップソン 2007.1-2011
- ジュリアン・フォベール 2007-2012
- ラドスラフ・コヴァーチ 2009.1-2011
- マヌエル・ダ・コスタ 2009-2011
- エマヌエル・ポガテッツ 2013
- パブロ・アルメロ 2014
- アレクサンドル・ソング 2014-2016
- アルバロ・アルベロア 2016-2017
- ジョゼ・フォンテ 2017-2018
- ティロ・ケーラー 2022-

### MF
- マーティン・ピータース 1959-1970
- トレヴァー・ブルッキング 1966-1984
- ビリー・ボンズ（英語版） 1967-1988
- スタン・ラザリディス 1995-1999
- マーティン・ピータース 1959-1970
- ハリー・レドナップ 1965-1972
- トレヴァー・ブルッキング 1966-1984
- ポール・インス　1986-1990
- フランク・ランパード 1995-2001
- マイケル・キャリック 1998-2004
- ジョー・コール 1998-2003
- トレヴァー・シンクレア 1998-2003
- ナイジェル・レオ＝コーカー 2002-2007
- ニクラス・アレクサンデション 2003-2004
- マシュー・エザリントン 2003-2009.1
- ホーガン・エフレイム 2004-2008.1
- マーク・ノーブル 2004-2022
- ヨッシ・ベナユン 2005-2007
- ハビエル・マスチェラーノ 2006-2007
- ノルベルト・ソラーノ 2007-2008
- フレドリック・ユングベリ 2007-2008
- キーロン・ダイアー 2007 -2011
- リー・ボウヤー 2006-2009
- ジョナサン・スペクター 2006-2011
- ルイス・ボア・モルテ 2007.1-2011
- スコット・パーカー 2007-2011
- キーロン・ダイアー 2007-2011
- ヴァロン・ベーラミ 2008-2011.1
- ジュニア・スタニスラス 2008-2011
- パブロ・バレーラ 2010-2012
- ガリー・オニール 2011.1-2013
- ラヴェル・モリソン 2012-2015.2
- スチュワート・ダウニング 2013-2016
- ディミトリ・パイェ 2015-2017
- マヌエル・ランシニ 2016 -
- ジャック・ウィルシャー 2018-2020
- デクラン・ライス 2017-2023
- トマーシュ・ソウチェク 2020, 2020-
- ルーカス・パケタ 2022-

### FW
- ジェフ・ハースト 1958-1972
- トニー・コッティ（英語版） 1982-1988, 1994-1996
- パウロ・フットレ 1996-1997
- フロリン・ラドチョウ 1996-1997
- イアン・ライト 1998-1999
- パオロ・ディ・カーニオ 1999-2003
- ジャーメイン・デフォー 1999-2004
- パウロ・ワンチョペ 1999-2000
- フレデリック・カヌーテ 2000-2003
- ダヴォール・シューケル 2000-2001
- マーロン・ヘアウッド 2004.1-2007
- テディ・シェリンガム 2004-2007
- ボビー・ザモラ 2004-2008
- カルロス・テベス 2006-2007
- ディーン・アシュトン 2006-2009
- カールトン・コール 2006-2015
- クレイグ・ベラミー 2007-2009
- ザヴォン・ハインズ 2007-2011
- アンディ・キャロル 2013-2019
- マルコ・ボリエッロ 2014
- マルコ・アルナウトヴィッチ 2017-2019
- フェリペ・アンデルソン 2018-2021
- セバスティアン・ハラー 2019-2021
- ジャロッド・ボーウェン 2020-
- ジャンルカ・スカマッカ 2022-2023

## 歴代主将
| 期間      | 選手                       |
| --------- | -------------------------- |
| 1996-1997 | ジュリアン・ディックス     |
| 1997-2001 | スティーヴ・ロマス         |
| 2001-2003 | パオロ・ディ・カーニオ     |
| 2003      | ジョー・コール             |
| 2003-2005 | クリスティアン・デイリー   |
| 2005-2007 | ナイジェル・レオ＝コーカー |
| 2007-2009 | ルーカス・ニール           |
| 2009-2011 | マシュー・アップソン       |
| 2011-2015 | ケヴィン・ノーラン         |
| 2015-2022 | マーク・ノーブル           |
| 2022-2023 | デクラン・ライス           |